# Plaza de Pumarejo
La plaza de Pumarejo es una plaza de forma cuadrangular situada en el barrio de San Gil, en el Distrito Casco Antiguo de la ciudad de española de Sevilla, (Andalucía).
Ubicada intramuros de la ciudad, históricamente y con gran dinamismo en la actualidad, ha sido un marco espacial privilegiado para el desarrollo de la vida social del barrio y en ella se ubican varios bares y tabernas, algunos comercios y las sedes de varias asociaciones. Desembocan a esta plaza las calles de Fray Diego de Cádiz, Aniceto Sáenz, Torreblanca y Relator, mientras que la calle San Luis recorre su lado oeste.
Curiosamente, posee una moneda social llamada puma, la cual es complementaria al euro basada en el sistema de monedas complementarias LETS.

## Historia
El espacio recibe su nombre en honor de Pedro Pumarejo, caballero Veinticuatro vecino de la ciudad que derribó en el siglo XVIII una manzana de casas para crear la plaza y con ello darle mayor visibilidad a su propio palacio que había construido poco antes. Tras su muerte, el palacio albergó el Colegio de los Niños Toribios y a finales del siglo XIX fue reconvertido en viviendas particulares, estando catalogado en la actualidad como Bien de Interés Cultural.
Existió en medio de la plaza una fuente de mármol, que se abastecía del agua de los Caños de Carmona, que aún se conservaba a mediados del siglo XIX, trasladada junto a la pared de las Atahonas.